# Paul Humphreys
Paul Humphreys (Londen, 27 februari 1960) is een Brits musicus, songwriter en producer.
Humphreys is bekend als medeoprichter van de band OMD, samen Andy McCluskey, Martin Cooper en Malcom Holmes. Naast zang is hij voornamelijk actief op synthesizer en heeft enkele nummers voor de band geschreven, zoals Electricity, Souvenir, Locomotion, Talking Loud and Clear en (Forever) Live and Die. In 1989 verliet hij OMD met Martin Cooper en Malcom Holmes. Vanaf 1996 werkte hij met de Duitse muzikante Claudia Brücken, voormalig zangeres van Propaganda, met wie hij ook een relatie had. Later vormden ze het duo OneTwo tot 2013.
Sinds 2006 is Paul weer herenigd met mede-OMD-oprichter Andy Mc Cluskey, met wie hij nieuwe albums heeft uitgebracht die allemaal door een tournee ondersteund werden.
- Bibsys: 8051600
- Biblioteca Nacional de España: XX1771249
- Gemeinsame Normdatei: 134412923
- International Standard Name Identifier: 0000 0003 8391 6374
- Library of Congress Control Number: n2013002828
- MusicBrainz: b1d4c213-3e16-471a-a830-2b7efb961599
- Nationale Bibliotheek van Tsjechië: xx0240126
- Virtual International Authority File: 272514993
- WorldCat: E39PBJyX4hHW4MTPWrKbjChvHC